# UFC 185
UFC 185: Pettis vs. dos Anjos — событие организации смешанных боевых искусств Ultimate Fighting Championship, которое прошло 14 марта 2015 года на арене Американ Эйрлайнс-центр в американском городе Даллас, штат Техас.

## Положение до турнира
Это было третье по счёту (после UFC 103 и UFC 171) событие UFC, состоявшееся в Далласе. Его возглавил поединок поединок за титул чемпиона UFC в лёгком весе между действующим чемпионом Энтони Петтисом и главным претендентом Рафаэлом дуз Анжусом. Вторым по значимости стал другой титульный бой между Карлой Эспарсой, у которой должна была пройти первая защита чемпионского титула в женском минимальном весе, и главной претенденткой Йоанной Енджейчик.
Первоначально Мэтт Браун должен был сразиться в главном бою вечера UFC Fight Night 60 против Тарека Саффедина, однако его соперник вынужден был сняться из-за травмы, поэтому Брауна перенесли на этот турнир, выставив против бывшего чемпиона UFC в полусреднем весе Джони Хендрикса. Ожидалось, что дебютант Джозеф Даффи встретится с бразильцем Вагнером Рошей, но по причине травмы Роша выбыл с боя и его заменил Джейк Линдси
Во время процедуры взвешивания Дарон Крюйкшенк не уложился в положенную лёгкую весовую категорию (70 кг), показав на весах 71,44 кг. После дополнительного времени, данного на сгонку веса, Крюйкшенк показал 71,2 кг, поэтому был оштрафован на 20 % своего гонорара, которые отошли его сопернику Бенеилу Дариюшу.

## Результаты
| Весовая категория                    | Результат боя      | Результат боя | Результат боя     | Способ победы                                        | Раунд | Время |
| Основные бои                         |                    |               |                   |                                                      |       |       |
| Лёгкий вес                           | Рафаэл дус Анжус   | поб.          | Энтони Петтис (ч) | Единогласное решение (50-45, 50-45, 50-45)           | 5     | 5:00  |
| Женский минимальный вес              | Йоанна Енджейчик   | поб.          | Карла Эспарса (ч) | Технический нокаут (удары)                           | 2     | 4:17  |
| Полусредний вес                      | Джони Хендрикс     | поб.          | Мэтт Браун        | Единогласное решение (30-27, 30-27, 30-27)           | 3     | 5:00  |
| Тяжёлый вес                          | Алистар Оверим     | поб.          | Рой Нельсон       | Единогласное решение (30-27, 30-27, 30-27)           | 3     | 5:00  |
| Наилегчайший вес                     | Генри Сехудо       | поб.          | Крис Кариасо      | Единогласное решение (30-27, 30-27, 30-27)           | 3     | 5:00  |
| Предварительные бои (FX)             |                    |               |                   |                                                      |       |       |
| Лёгкий вес                           | Росс Пирсон        | поб.          | Сэм Стаут         | Нокаут (удары)                                       | 2     | 1:33  |
| Средний вес                          | Элиас Теодору      | поб.          | Роджер Нарваэс    | Технический нокаут (удары)                           | 2     | 4:07  |
| Промежуточный вес (71,2 кг)          | Бенеил Дариюш      | поб.          | Дарон Крюйкшенк   | Сдача, удушающий приём (удушение сзади)              | 2     | 2:48  |
| Тяжёлый вес                          | Джаред Рошолт      | поб.          | Джош Коупленд     | Технический нокаут (удары)                           | 3     | 3:12  |
| Предварительные бои (UFC Fight Pass) |                    |               |                   |                                                      |       |       |
| Наилегчайший вес                     | Райан Бенуа        | поб.          | Серхио Петтис     | Технический нокаут (удары)                           | 2     | 1:34  |
| Лёгкий вес                           | Джозеф Даффи       | поб.          | Джейк Линдси      | Технический нокаут (удар ногой в голову и добивание) | 1     | 1:47  |
| Женский легчайший вес                | Жермейн де Рандами | поб.          | Ларисса Пашеку    | Технический нокаут (удары)                           | 2     | 1:02  |

## Награды
Следующие бойцы получили бонусные выплаты в размере $50 000:
- Лучший бой вечера: не присуждено

- Выступление вечера: Рафаэл дуз Анжус, Йоанна Енджейчик, Росс Пирсон и Бенеил Дариюш